# Léon-Armand de Baudry d'Asson

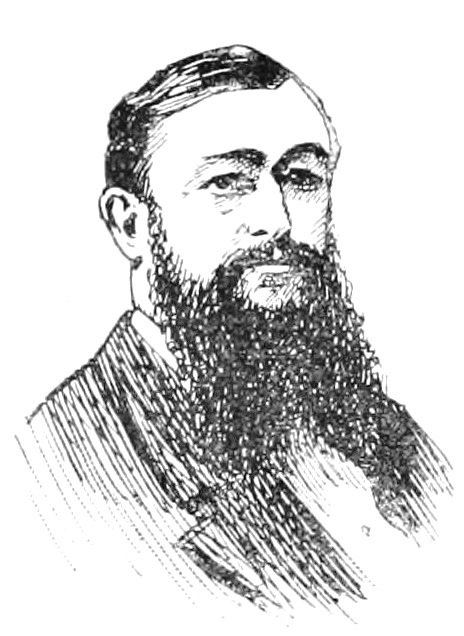
Léon-Armand de Baudry d'Asson.

Léon-Armand Charles de Baudry d'Asson, född den 15 juni 1836 i Rocheservière, Vendée, död den 12 maj 1915 i La Garnache, Vendée, var en fransk markis och politiker. 
Baudry d'Asson, som tillhörde en gammal adelssläkt, blev 1876 medlem av deputeradekammaren, där han som lidelsefull legitimist gjorde sig beryktad genom sina många och hetsiga avbrott i anföranden av andra partiers talare. I november 1880 blev han av denna anledning utesluten ur kammaren på två veckor, men vägrade att underkasta sig; väpnad styrka måste då tillgripas, varvid Baudry d'Asson och hans vänner framkallade en fruktansvärd oordning. År 1888 slöt han sig till Boulangers parti och tillhörde därefter yttersta högern. Baudry d’Asson omvaldes ständigt till deputerad i Vendée till 1914, då han på grund av hög ålder drog sig tillbaka till förmån för sin son, Armand de Baudry d'Asson, som efter honom representerade valkretsen.